# Alberto Zaccheroni
Alberto Zaccheroni (Meldola, 1º aprile 1953) è un allenatore di calcio italiano.
Conosciuto con il diminutivo di Zac, è stato il primo tecnico italiano vincitore di un trofeo internazionale (la Coppa d'Asia 2011) alla guida di una nazionale straniera (nel suo caso il Giappone). Nel 1999 ha vinto il campionato di Serie A come allenatore del Milan. Condivide inoltre con Giuseppe Pillon il record di 3 promozioni consecutive dalla serie D alla serie B, due conseguite col Baracca Lugo e una col Venezia.

## Carriera

### Esordi da allenatore
La sua carriera di calciatore (giocò come terzino nelle giovanili del Cesenatico e del Bologna) è breve a causa di una malattia polmonare contratta nel 1970 che gli impedisce di allenarsi e di giocare per due anni, proseguirà poi dal 1972 la carriera da calciatore in squadre dilettantistiche romagnole quali Meldola, Civitella e Savio.
Vive le prime esperienze da allenatore a Cesenatico, con le squadre giovanili. Nel febbraio 1984 subentra a Giancarlo Magrini sulla panchina della prima squadra, in Serie C2 a 14 giornate dalla fine del torneo, con il Cesenatico ultimo in graduatoria: ottiene 6 vittorie, 4 pareggi e 4 sconfitte che valgono un'insperata salvezza. Stessa storia si ripete la stagione successiva: Zaccheroni subentra alla guida della prima squadra dalle giovanili, e anche questa volta centra la salvezza in C2. Negli anni successivi siede sulle panchine di Riccione (primo nel campionato interregionale), San Lazzaro e Baracca Lugo (con cui vince il suo secondo campionato Interregionale).
Dopo le esperienze con Venezia (con cui conquista la promozione che vale la Serie B dopo un'assenza di 24 anni) e Bologna, è protagonista di un campionato cadetto con il Cosenza nella stagione 1994-1995, dove nonostante una penalizzazione di 9 punti salva la squadra rossoblù con largo anticipo, arrivando a toccare in primavera le soglie della zona promozione; quello alla guida dei calabresi, lo ricorderà come il campionato più difficile della sua vita.

### Udinese
Nel 1995 passa all'Udinese, che lo ingaggia facendolo approdare in Serie A. Con questa squadra Zaccheroni impone il modulo 3-4-3 (schierando spesso il tridente Poggi-Bierhoff-Amoroso) e si piazza prima al 10º posto, poi 5º posto, portando per la prima volta la squadra friulana in Coppa UEFA, e successivamente al 3º posto, alle spalle di Juventus e Inter.

### Milan

Zaccheroni, alla stagione di debutto sulla panchina del Milan, festeggia la vittoria dello scudetto 1998-1999.

La qualificazione in Coppa UEFA ottenuta con i friulani (inedito terzo posto, con Oliver Bierhoff capocannoniere in Serie A) attira l'interesse del presidente del Milan Silvio Berlusconi, il quale gli affida la panchina della squadra rossonera, che Zaccheroni conduce nel 1998-1999 (anno del centenario della società milanese) alla vittoria dello scudetto, vinto in rimonta sulla Lazio con sette vittorie nelle ultime sette giornate; durante tale stagione, oltre a vincere il titolo nazionale, il tecnico romagnolo lancia in massima serie un giovane Christian Abbiati, destinato a diventare uno dei portieri più longevi nella storia milanista.
La stagione 1999-2000, cominciata subito male per il suo Milan con la sconfitta 1-2 col Parma in Supercoppa Italiana, si chiude al terzo posto in campionato. L'esperienza sulla panchina milanista termina a marzo 2001, quando Berlusconi lo esonera dopo l'eliminazione in Champions League, scaturita dal pareggio casalingo col Deportivo La Coruña.
Berlusconi ha espresso pubblicamente il proprio dissenso verso Zaccheroni, soprattutto durante la stagione 2000-2001, descrivendolo come un tessitore che ha una buona tela ma non la sa tessere.

### Lazio, Inter e Torino
Nella stagione 2001-2002 subentra dopo poche giornate di campionato a Dino Zoff alla guida della Lazio. Complici anche risultati non previsti della squadra romana (come la clamorosa sconfitta 1-5 nel derby con la Roma), e nonostante l'accesso in Coppa UEFA centrato all'ultima giornata grazie alla vittoria sull'Inter il 5 maggio 2002, il presidente Sergio Cragnotti a fine stagione non lo conferma, sostituendolo con Roberto Mancini.
Il 22 ottobre 2003 viene ingaggiato dall'Inter, subentrando all'esonerato Héctor Cúper. Alla seconda gara in nerazzurro, porta la squadra a vincere per la prima volta sul campo del Chievo. Conduce l'Inter al quarto posto in campionato, qualificandosi per la Champions League, ma un mese più tardi rassegna le proprie dimissioni.
Il 7 settembre 2006, a due giorni dall'inizio del campionato, è ingaggiato come allenatore del Torino del presidente Urbano Cairo, nell'anno del centenario della squadra granata. Assume l'incarico con la squadra in crisi, riuscendo inizialmente a ottenere buoni risultati (tra i quali la vittoria con l'Empoli nel giorno della festa del centenario dei granata) e a porre rimedio alla situazione portandola all'8º posto prima della sosta natalizia. Alla ripresa, dopo una lunga serie di sconfitte consecutive a inizio 2007, il 26 febbraio è sostituito da Gianni De Biasi.

### Juventus
Il 29 gennaio 2010 torna ad allenare dopo 3 anni, subentrando all'esonerato Ciro Ferrara sulla panchina della Juventus: nell'occasione diventa il terzo e fino ad oggi ultimo tecnico ad essere riuscito a sedersi sulle panchine di tutte e tre le grandi del calcio italiano, dopo József Viola nel 1933 e Giovanni Trapattoni nel 1986.
Assunto da una Juventus in forte crisi di risultati con l'obiettivo dichiarato di raggiungere la qualificazione in Champions League, debutta il 31 gennaio 2010 nella partita Juventus-Lazio, finita 1-1. La prima vittoria è contro il Genoa 3-2 il 14 febbraio, mentre pochi giorni dopo arriva la prima vittoria in Europa League, contro l'Ajax ad Amsterdam 1-2, competizione dalla quale la Juventus uscirà nel turno successivo col Fulham, vincendo 3-1 in casa, perdendo 4-1 a Londra. Con l'organico impegnato su due fronti e ridotto all'osso per i tanti infortuni, manca la qualificazione alla massima competizione europea. Chiude il campionato al settimo posto con 55 punti, qualificandosi in Europa League, senza che gli venga rinnovato il contratto in scadenza (al suo posto la squadra torinese ingaggia Luigi Delneri).

### Nazionale giapponese
Il 30 agosto 2010 entra a far parte del ristretto gruppo di allenatori italiani con esperienze alla guida di una nazionale straniera, assumendo l'incarico di C.T. della nazionale del Giappone, ruolo in cui sostituisce Takeshi Okada. Zaccheroni dichiara di ritenere questo ruolo l'unica sfida di suo interesse e di sperare di lasciare un'importante eredità. La sua gestione si apre con quattro amichevoli che vedono un Giappone ottimo, che batte 1-0 il Paraguay, 2-1 il Guatemala e addirittura 1-0 la forte Argentina, pareggiando 0-0 con la Corea del Sud.
Il successo più importante di Zaccheroni nel Paese del Sol Levante è la vittoria della Coppa d'Asia 2011, disputatasi in Qatar. La squadra del tecnico romagnolo vince il girone imponendosi per ben 5-0 contro l'Arabia Saudita, ai quarti di finale elimina 3-2 i padroni di casa del Qatar e in semifinale supera ai rigori la Corea del Sud.
La conquista del trofeo avviene con la sconfitta in finale dell'Australia per 1-0 dopo i tempi supplementari, col il gol della vittoria che giunge nel secondo tempo supplementare, al 110', per opera di Tadanari Lee. Nelle successive qualificazioni ai campionati del mondo, dopo il pareggio con l'Uzbekistan, Zaccheroni ottiene il tredicesimo risultato utile consecutivo con la nazionale giapponese, superando i precedenti record di Zico e Troussier.
In seguito a questi successi, il 18 ottobre 2011 Zaccheroni viene ufficialmente ricevuto dall'imperatore nipponico Akihito, onore che viene concesso molto raramente, il quale esprime stima e riconoscimento all'allenatore italiano per aver riportato la Coppa d'Asia in Giappone. A novembre 2011 perde la propria imbattibilità dopo 19 partite, venendo sconfitto dalla Corea del Nord. A giugno 2013 porta il Giappone a essere la prima squadra qualificata al Mondiale che si svolgerà in Brasile nel 2014. Il 28 giugno 2013, battendo i padroni di casa, vince in Corea del Sud la Coppa dell'Asia orientale, la prima nella storia del Giappone.
Il 25 giugno 2014, dopo il Mondiale in Brasile, in cui la nazionale nipponica è stata eliminata al termine della fase a gironi, annuncia di non voler rinnovare il contratto ed è sostituito dal messicano Javier Aguirre.
Durante il Mondiale in Brasile, Yasuhito Endō, il calciatore giapponese che vanta più presenze in nazionale, ha spiegato in un'intervista della FIFA che lui e la maggior parte dei suoi compagni della nazionale nipponica non sono in grado di comprendere e parlare l'italiano, e l'allenatore Zaccheroni, per ben 4 anni, non avendo a sua volta dimestichezza con il giapponese, quando capitava che il suo interprete fosse assente, era costretto a comunicare con la squadra a gesti.
Nell'ottobre 2024 è stato inserito nella Hall of Fame del calcio giapponese.

### Beijing Guoan e Nazionale emiratina
Dal 19 gennaio al 18 maggio 2016 allena la squadra cinese del Beijing Guoan. Viene esonerato a seguito della sconfitta casalinga con lo Hebei avendo collezionato solo 9 punti in 9 partite.
Il 16 ottobre 2017 diventa il nuovo commissario tecnico della nazionale degli Emirati Arabi Uniti. Il 5 gennaio 2018 guida la squadra al secondo posto nella Coppa delle Nazioni del Golfo, battuto in finale dall'Oman ai tiri di rigore. Un anno dopo conduce gli Emirati Arabi Uniti alle semifinali della Coppa d'Asia 2019, venendo eliminato dal Qatar. Al termine della competizione lascia la nazionale alla scadenza naturale del contratto.

#### Attività recenti
Dal 1º settembre 2016 all'ottobre del 2017 ha commentato le partite della nazionale italiana, su Rai 1, al fianco di Alberto Rimedio.
Da aprile 2022, Alberto Zaccheroni è Commissario Tecnico della “Nazionale Italiana Non Profit”, Ente Terzo Settore (ETS) che promuove i valori della solidarietà attraverso la condivisione di un’esperienza sportiva che coinvolge associazioni non a scopo di lucro (enti non profit) con identità e scopi diversi, ma unite dal comune spirito di fare del bene. La Nazionale Italiana Non Profit organizza e/o partecipa a eventi benefici o sportivi a sostegno di progetti non profit.
C.T. attuale della Nazionale Italiana Non Profit di ex giocatori e volontari provenienti dalle associazioni non profit aderenti, che prendono parte a i progetti.
Alberto Zaccheroni ha debuttato quale commissario tecnico della Nazionale Italiana Non Profit il 23 giugno 2022 allo stadio "Cino e Lillo del Duca" di Ascoli Piceno per la prima Partita del Sole.
Ad aderire al progetto e scendere in campo con la Nazionale Italiana Non Profit vi sono stati vari giocatori, fra i quali: Cristian Abbiati, Giuseppe Colucci, Jedaias Capucho Neves, Roberto Breda, Simone Rizzato e altri.
Nel 2022 fa parte del gruppo dei 6 esperti di studio tecnico (Tsg) voluto dalla Fifa per i Mondiali in Qatar.
L'anno seguente rimane diverso tempo in coma a seguito di una caduta dalle scale di casa per cui è stato operato all'ospedale di Cesena per ridurre l'emorragia dopo aver sbattuto la testa.

## Statistiche

### Club
Statistiche aggiornate al 18 maggio 2016
| Stagione            | Squadra             | Campionato          | Campionato | Campionato | Campionato | Campionato | Coppe nazionali | Coppe nazionali | Coppe nazionali | Coppe nazionali | Coppe nazionali | Coppe continentali | Coppe continentali | Coppe continentali | Coppe continentali | Coppe continentali | Altre coppe | Altre coppe | Altre coppe | Altre coppe | Altre coppe | Totale | Totale | Totale | Totale | % Vittorie | Piazzamento     |
| Stagione            | Squadra             | Comp                | G          | V          | N          | P          | Comp            | G               | V               | N               | P               | Comp               | G                  | V                  | N                  | P                  | Comp        | G           | V           | N           | P           | G      | V      | N      | P      | %          | Piazzamento     |
| ------------------- | ------------------- | ------------------- | ---------- | ---------- | ---------- | ---------- | --------------- | --------------- | --------------- | --------------- | --------------- | ------------------ | ------------------ | ------------------ | ------------------ | ------------------ | ----------- | ----------- | ----------- | ----------- | ----------- | ------ | ------ | ------ | ------ | ---------- | --------------- |
| feb.-giu. 1984      | Cesenatico          | C2                  | 14         | 6          | 4          | 4          | CIC             | -               | -               | -               | -               | -                  | -                  | -                  | -                  | -                  | -           | -           | -           | -           | -           | 14     | 6      | 4      | 4      | 42,86      | Sub. 15º        |
| 1984-1985           | Cesenatico          | C2                  | 34         | 9          | 12         | 13         | CIC             | 6               | 1               | 4               | 1               | -                  | -                  | -                  | -                  | -                  | -           | -           | -           | -           | -           | 40     | 10     | 16     | 14     | 25,00      | Sub. 15º        |
| Totale Cesenatico   | Totale Cesenatico   | Totale Cesenatico   | 48         | 15         | 16         | 17         |                 | 6               | 1               | 4               | 1               |                    | -                  | -                  | -                  | -                  |             | -           | -           | -           | -           | 54     | 16     | 20     | 18     | 29,63      |                 |
| 1985-1986           | Riccione            | Int.                | 30+2       | 18+0       | 7+0        | 5+2        | -               | -               | -               | -               | -               | -                  | -                  | -                  | -                  | -                  | -           | -           | -           | -           | -           | 32     | 18     | 7      | 7      | 56,25      | 3º              |
| 1986-1987           | Riccione            | Int.                | 30         | 18         | 7          | 5          | -               | -               | -               | -               | -               | -                  | -                  | -                  | -                  | -                  | -           | -           | -           | -           | -           | 30     | 18     | 7      | 5      | 60,00      | 1º              |
| Totale Riccione     | Totale Riccione     | Totale Riccione     | 62         | 36         | 14         | 12         |                 | -               | -               | -               | -               |                    | -                  | -                  | -                  | -                  |             | -           | -           | -           | -           | 62     | 36     | 14     | 12     | 58,06      |                 |
| 1987-1988           | San Lazzaro         | Int.                | 30         | 5          | 14         | 11         | -               | -               | -               | -               | -               | -                  | -                  | -                  | -                  | -                  | -           | -           | -           | -           | -           | 30     | 5      | 14     | 11     | 16,67      | Sub. 15º        |
| 1988-1989           | Baracca Lugo        | Int.                | 34         | 17         | 14         | 3          | -               | -               | -               | -               | -               | -                  | -                  | -                  | -                  | -                  | -           | -           | -           | -           | -           | 34     | 17     | 14     | 3      | 50,00      | 1º              |
| 1989-1990           | Baracca Lugo        | C2                  | 34         | 15         | 15         | 4          | CIC             | 7               | 1               | 4               | 2               | -                  | -                  | -                  | -                  | -                  | -           | -           | -           | -           | -           | 41     | 16     | 19     | 6      | 39,02      | 2º              |
| Totale Baracca Lugo | Totale Baracca Lugo | Totale Baracca Lugo | 68         | 32         | 29         | 7          |                 | 7               | 1               | 4               | 2               |                    | -                  | -                  | -                  | -                  |             | -           | -           | -           | -           | 75     | 33     | 33     | 9      | 44,00      |                 |
| 1990-1991           | Venezia             | C1                  | 34+1       | 15+1       | 14+0       | 5+0        | CIC             | 8               | 5               | 1               | 2               | -                  | -                  | -                  | -                  | -                  | -           | -           | -           | -           | -           | 43     | 21     | 15     | 7      | 48,84      | 2º              |
| 1991-1992           | Venezia             | B                   | 29         | 4          | 17         | 8          | CI              | 2               | 0               | 1               | 1               | -                  | -                  | -                  | -                  | -                  | -           | -           | -           | -           | -           | 31     | 4      | 18     | 9      | 12,90      | Eson., Sub. 15º |
| 1992-1993           | Venezia             | B                   | 32         | 9          | 11         | 12         | CI              | 5               | 2               | 2               | 1               | -                  | -                  | -                  | -                  | -                  | -           | -           | -           | -           | -           | 37     | 11     | 13     | 13     | 29,73      | Eson., Sub.11º  |
| Totale Venezia      | Totale Venezia      | Totale Venezia      | 96         | 29         | 42         | 25         |                 | 15              | 7               | 4               | 4               |                    | -                  | -                  | -                  | -                  |             | -           | -           | -           | -           | 111    | 36     | 46     | 29     | 32,43      |                 |
| ago.-nov. 1993      | Bologna             | C1                  | 12         | 4          | 4          | 4          | CI              | 1               | 0               | 0               | 1               | -                  | -                  | -                  | -                  | -                  | -           | -           | -           | -           | -           | 13     | 4      | 4      | 5      | 30,77      | Eson.           |
| 1994-1995           | Cosenza             | B                   | 38         | 11         | 18         | 9          | CI              | 1               | 0               | 0               | 1               | -                  | -                  | -                  | -                  | -                  | -           | -           | -           | -           | -           | 39     | 11     | 18     | 10     | 28,21      | 15º             |
| 1995-1996           | Udinese             | A                   | 34         | 11         | 8          | 15         | CI              | 2               | 1               | 0               | 1               | -                  | -                  | -                  | -                  | -                  | -           | -           | -           | -           | -           | 36     | 12     | 8      | 16     | 33,33      | 11º             |
| 1996-1997           | Udinese             | A                   | 34         | 15         | 9          | 10         | CI              | 1               | 0               | 0               | 1               | -                  | -                  | -                  | -                  | -                  | -           | -           | -           | -           | -           | 35     | 15     | 9      | 11     | 42,86      | 5º              |
| 1997-1998           | Udinese             | A                   | 34         | 19         | 7          | 8          | CI              | 4               | 2               | 1               | 1               | CU                 | 4                  | 2                  | 0                  | 2                  | -           | -           | -           | -           | -           | 42     | 23     | 8      | 11     | 54,76      | 3º              |
| Totale Udinese      | Totale Udinese      | Totale Udinese      | 102        | 45         | 24         | 33         |                 | 7               | 3               | 1               | 3               |                    | 4                  | 2                  | 0                  | 2                  |             | -           | -           | -           | -           | 113    | 50     | 25     | 38     | 44,25      |                 |
| 1998-1999           | Milan               | A                   | 34         | 20         | 10         | 4          | CI              | 4               | 1               | 1               | 2               | -                  | -                  | -                  | -                  | -                  | -           | -           | -           | -           | -           | 38     | 21     | 11     | 6      | 55,26      | 1º              |
| 1999-2000           | Milan               | A                   | 34         | 16         | 13         | 5          | CI              | 4               | 1               | 1               | 2               | UCL                | 6                  | 1                  | 3                  | 2                  | SI          | 1           | 0           | 0           | 1           | 45     | 18     | 17     | 10     | 40,00      | 3º              |
| 2000-mar. 2001      | Milan               | A                   | 22         | 7          | 9          | 6          | CI              | 6               | 2               | 1               | 3               | UCL                | 14                 | 6                  | 6                  | 2                  | -           | -           | -           | -           | -           | 42     | 15     | 16     | 11     | 35,71      | Eson.           |
| Totale Milan        | Totale Milan        | Totale Milan        | 90         | 43         | 32         | 15         |                 | 14              | 4               | 3               | 7               |                    | 20                 | 7                  | 9                  | 4                  |             | 1           | 0           | 0           | 1           | 125    | 54     | 44     | 27     | 43,20      |                 |
| set. 2001-2002      | Lazio               | A                   | 31         | 14         | 8          | 9          | CI              | 4               | 2               | 0               | 2               | UCL                | 4                  | 2                  | 0                  | 2                  | -           | -           | -           | -           | -           | 39     | 18     | 8      | 13     | 46,15      | Sub. 6º         |
| ott. 2003-2004      | Inter               | A                   | 28         | 15         | 5          | 8          | CI              | 6               | 2               | 4               | 0               | UCL+CU             | 3+6                | 0+1                | 2+3                | 1+2                | -           | -           | -           | -           | -           | 43     | 18     | 14     | 11     | 41,86      | Sub. 4º         |
| 2006-feb. 2007      | Torino              | A                   | 24         | 5          | 7          | 12         | CI              | 0               | 0               | 0               | 0               | -                  | -                  | -                  | -                  | -                  | -           | -           | -           | -           | -           | 24     | 5      | 7      | 12     | 20,83      | Eson.           |
| gen.-giu. 2010      | Juventus            | A                   | 17         | 6          | 4          | 7          | CI              | 0               | 0               | 0               | 0               | UEL                | 4                  | 2                  | 1                  | 1                  | -           | -           | -           | -           | -           | 21     | 8      | 5      | 8      | 38,10      | Sub. 7º         |
| 2016                | Beijing Guoan       | CSL                 | 9          | 2          | 3          | 4          | CC              | 1               | 1               | 0               | 0               | -                  | -                  | -                  | -                  | -                  | -           | -           | -           | -           | -           | 10     | 3      | 3      | 4      | 30,00      | Eson.           |
| Totale carriera     | Totale carriera     | Totale carriera     | 655        | 262        | 220        | 173        |                 | 62              | 21              | 20              | 21              |                    | 41                 | 14                 | 15                 | 12                 |             | 1           | 0           | 0           | 1           | 759    | 297    | 255    | 207    | 39,13      |                 |

#### Nazionale giapponese
| Squadra  | Naz                 | dal            | al             | Record | Record | Record | Record     | Record | Record | Record | Record |
| G        | V                   | N              | P              | GF     | GS     | DR     | % Vittorie |        |        |        |        |
| -------- | ------------------- | -------------- | -------------- | ------ | ------ | ------ | ---------- | ------ | ------ | ------ | ------ |
| Giappone | Giappone (bandiera) | 30 agosto 2010 | 26 giugno 2014 | 60     | 34     | 13     | 13         | 114    | 71     | +43    | 56,67  |

### Nazionale giapponese nel dettaglio
| Gen. 2011        | Giappone        | Coppa d'Asia 2011                 | Vincitore                    | 6  | 4  | 2  | 0  | 66,67 | 14  | 6  | +8  |
| 2011-2012        | Giappone        | Qual.Mondiale 2014                | 2º nel Gruppo C              | 6  | 3  | 1  | 2  | 50,00 | 16  | 5  | +11 |
| 2012             | Giappone        | Qual. Mondiale 2014 - fase finale | 1º nel gruppo B, qualificato | 5  | 4  | 1  | 0  | 80,00 | 13  | 2  | +11 |
| 2013             | Giappone        | Qual. Mondiale 2014 - fase finale | 1º nel gruppo B, qualificato | 3  | 1  | 1  | 1  | 33,33 | 3   | 3  | 0   |
| Giu. 2013        | Giappone        | Confederations Cup 2013           | 4º nel Gruppo A              | 3  | 0  | 0  | 3  | &0,00 | 4   | 9  | -5  |
| 2013             | Giappone        | Coppa d'Asia orientale 2013       | Vincitore                    | 3  | 2  | 1  | 0  | 66,67 | 8   | 6  | +2  |
| 2014             | Giappone        | Mondiale 2014                     | 4º nel Gruppo C              | 3  | 0  | 1  | 2  | &0,00 | 2   | 6  | -4  |
| Dal 2010 al 2014 | Giappone        | Amichevoli                        |                              | 31 | 20 | 6  | 5  | 64,52 | 54  | 34 | +20 |
| Totale Giappone  | Totale Giappone | Totale Giappone                   | Totale Giappone              | 60 | 34 | 13 | 13 | 56,67 | 114 | 71 | +43 |

#### Panchine da commissario tecnico della nazionale giapponese
| Cronologia completa delle presenze e delle reti in nazionale ― Giappone | Cronologia completa delle presenze e delle reti in nazionale ― Giappone | Cronologia completa delle presenze e delle reti in nazionale ― Giappone | Cronologia completa delle presenze e delle reti in nazionale ― Giappone | Cronologia completa delle presenze e delle reti in nazionale ― Giappone | Cronologia completa delle presenze e delle reti in nazionale ― Giappone | Cronologia completa delle presenze e delle reti in nazionale ― Giappone       | Cronologia completa delle presenze e delle reti in nazionale ― Giappone |
| Data                                                                    | Città                                                                   | In casa                                                                 | Risultato                                                               | Ospiti                                                                  | Competizione                                                            | Reti                                                                          | Note                                                                    |
| ----------------------------------------------------------------------- | ----------------------------------------------------------------------- | ----------------------------------------------------------------------- | ----------------------------------------------------------------------- | ----------------------------------------------------------------------- | ----------------------------------------------------------------------- | ----------------------------------------------------------------------------- | ----------------------------------------------------------------------- |
| 4-9-2010                                                                | Yokohama                                                                | Giappone                                                                | 1 – 0                                                                   | Paraguay                                                                | Amichevole                                                              | Shinji Kagawa                                                                 | Cap: Y.Nakazawa                                                         |
| 7-9-2010                                                                | Osaka                                                                   | Giappone                                                                | 2 – 1                                                                   | Guatemala                                                               | Amichevole                                                              | 2 Takayuki Morimoto                                                           | Cap: S.Nazaraki                                                         |
| 8-10-2010                                                               | Saitama                                                                 | Giappone                                                                | 1 – 0                                                                   | Argentina                                                               | Amichevole                                                              | Shinji Okazaki                                                                | Cap: M.Hasebe                                                           |
| 10-10-2010                                                              | Seul                                                                    | Corea del Sud                                                           | 0 – 0                                                                   | Giappone                                                                | Amichevole                                                              | -                                                                             | Cap: M.Hasebe                                                           |
| 9-1-2011                                                                | Doha                                                                    | Giappone                                                                | 1 – 1                                                                   | Giordania                                                               | Coppa d'Asia 2011 - 1º turno                                            | Maya Yoshida                                                                  | Cap: M.Hasebe                                                           |
| 13-1-2011                                                               | Doha                                                                    | Siria                                                                   | 1 – 2                                                                   | Giappone                                                                | Coppa d'Asia 2011 - 1º turno                                            | Makoto Hasebe Keisuke Honda (rig.)                                            | Cap: M.Hasebe                                                           |
| 17-1-2011                                                               | Al Rayyan                                                               | Arabia Saudita                                                          | 0 – 5                                                                   | Giappone                                                                | Coppa d'Asia 2011 - 1º turno                                            | 3 Shinji Okazaki 2 Ryōichi Maeda                                              | Cap: M.Hasebe                                                           |
| 21-1-2011                                                               | Doha                                                                    | Giappone                                                                | 3 – 2                                                                   | Qatar                                                                   | Coppa d'Asia 2011 - Quarti di finale                                    | 2 Shinji Kagawa Masahiko Inoha                                                | Cap: M.Hasebe                                                           |
| 25-1-2011                                                               | Doha                                                                    | Giappone                                                                | 2 – 2 dts (5 - 3 dtr)                                                   | Corea del Sud                                                           | Coppa d'Asia 2011 - Semifinale                                          | Ryōichi Maeda Hajime Hosogai                                                  | Cap: M.Hasebe                                                           |
| 29-1-2011                                                               | Doha                                                                    | Australia                                                               | 0 – 1 dts                                                               | Giappone                                                                | Coppa d'Asia 2011 - Finale                                              | Tadanari Lee                                                                  | Cap: M.Hasebe                                                           |
| 1-6-2011                                                                | Niigata                                                                 | Giappone                                                                | 0 – 0                                                                   | Perù                                                                    | Amichevole                                                              | -                                                                             | Cap: M.Hasebe                                                           |
| 7-6-2011                                                                | Yokohama                                                                | Giappone                                                                | 0 – 0                                                                   | Rep. Ceca                                                               | Amichevole                                                              | -                                                                             | Cap: M.Hasebe                                                           |
| 10-8-2011                                                               | Sapporo                                                                 | Giappone                                                                | 3 – 0                                                                   | Corea del Sud                                                           | Amichevole                                                              | 2 Shinji Kagawa Keisuke Honda                                                 | Cap: M.Hasebe                                                           |
| 2-9-2011                                                                | Saitama                                                                 | Giappone                                                                | 1 – 0                                                                   | Corea del Nord                                                          | Qual. Mondiali 2014                                                     | Maya Yoshida                                                                  | Cap: M.Hasebe                                                           |
| 6-9-2011                                                                | Tashkent                                                                | Uzbekistan                                                              | 1 – 1                                                                   | Giappone                                                                | Qual. Mondiali 2014                                                     | Shinji Okazaki                                                                | Cap: M.Hasebe                                                           |
| 7-10-2011                                                               | Tokyo                                                                   | Giappone                                                                | 1 – 0                                                                   | Vietnam                                                                 | Amichevole                                                              | Tadanari Lee                                                                  | Cap: M.Hasebe                                                           |
| 11-10-2011                                                              | Osaka                                                                   | Giappone                                                                | 8 – 0                                                                   | Tagikistan                                                              | Qual. Mondiali 2014                                                     | 2 Mike Havenaar 2 Shinji Okazaki Yūichi Komano 2 Shinji Kagawa Kengo Nakamura | Cap: M.Hasebe                                                           |
| 11-11-2011                                                              | Dushanbe                                                                | Tagikistan                                                              | 0 – 4                                                                   | Giappone                                                                | Qual. Mondiali 2014                                                     | 2 Shinji Okazaki Yūichi Komano Ryōichi Maeda                                  | Cap: M.Hasebe                                                           |
| 15-11-2011                                                              | Pyongyang                                                               | Corea del Nord                                                          | 1 – 0                                                                   | Giappone                                                                | Qual. Mondiali 2014                                                     | -                                                                             | Cap: M.Hasebe                                                           |
| 24-2-2012                                                               | Osaka                                                                   | Giappone                                                                | 3 – 1                                                                   | Islanda                                                                 | Amichevole                                                              | Ryōichi Maeda Jungo Fujimoto Tomoaki Makino                                   | Cap: Y.Endo                                                             |
| 29-2-2012                                                               | Toyota                                                                  | Giappone                                                                | 0 – 1                                                                   | Uzbekistan                                                              | Qual. Mondiali 2014                                                     | -                                                                             | Cap: M.Hasebe                                                           |
| 23-5-2012                                                               | Fukuroi                                                                 | Giappone                                                                | 2 – 0                                                                   | Azerbaigian                                                             | Amichevole                                                              | Shinji Kagawa Shinji Okazaki                                                  | Cap: M.Hasebe                                                           |
| 3-6-2012                                                                | Saitama                                                                 | Giappone                                                                | 3 – 0                                                                   | Oman                                                                    | Qual. Mondiali 2014                                                     | Keisuke Honda Ryōichi Maeda Shinji Okazaki                                    | Cap: M.Hasebe                                                           |
| 8-6-2012                                                                | Saitama                                                                 | Giappone                                                                | 6 – 0                                                                   | Giordania                                                               | Qual. Mondiali 2014                                                     | 3 Keisuke Honda 1 (rig.) Ryōichi Maeda Shinji Kagawa Yūzō Kurihara            | Cap: M.Hasebe                                                           |
| 12-6-2012                                                               | Brisbane                                                                | Australia                                                               | 1 – 1                                                                   | Giappone                                                                | Qual. Mondiali 2014                                                     | Yūzō Kurihara                                                                 | Cap: M.Hasebe                                                           |
| 15-8-2012                                                               | Sapporo                                                                 | Giappone                                                                | 1 – 1                                                                   | Venezuela                                                               | Amichevole                                                              | Yasuhito Endō                                                                 | Cap: M.Hasebe                                                           |
| 6-9-2012                                                                | Niigata                                                                 | Giappone                                                                | 1 – 0                                                                   | Emirati Arabi Uniti                                                     | Amichevole                                                              | Mike Havenaar                                                                 | Cap: M.Hasebe                                                           |
| 11-9-2012                                                               | Saitama                                                                 | Giappone                                                                | 1 – 0                                                                   | Iraq                                                                    | Qual. Mondiali 2014                                                     | Ryōichi Maeda                                                                 | Cap: M.Hasebe                                                           |
| 12-10-2012                                                              | Saint-Denis                                                             | Francia                                                                 | 0 – 1                                                                   | Giappone                                                                | Amichevole                                                              | Shinji Kagawa                                                                 | Cap: M.Hasebe                                                           |
| 16-10-2012                                                              | Breslavia                                                               | Giappone                                                                | 0 – 4                                                                   | Brasile                                                                 | Amichevole                                                              | -                                                                             | Cap: M.Hasebe                                                           |
| 14-11-2012                                                              | Mascate                                                                 | Oman                                                                    | 1 – 2                                                                   | Giappone                                                                | Qual. Mondiali 2014                                                     | Hiroshi Kiyotake Shinji Okazaki                                               | Cap: M.Hasebe                                                           |
| 6-2-2013                                                                | Kōbe                                                                    | Giappone                                                                | 3 – 0                                                                   | Lettonia                                                                | Amichevole                                                              | 2 Shinji Okazaki Keisuke Honda                                                | Cap: M.Hasebe                                                           |
| 22-3-2013                                                               | Doha                                                                    | Canada                                                                  | 1 – 2                                                                   | Giappone                                                                | Amichevole                                                              | Shinji Okazaki Mike Havenaar                                                  | Cap: M.Hasebe                                                           |
| 26-3-2013                                                               | Amman                                                                   | Giordania                                                               | 2 – 1                                                                   | Giappone                                                                | Qual. Mondiali 2014                                                     | Shinji Okazaki                                                                | Cap: M.Hasebe                                                           |
| 30-5-2013                                                               | Toyota                                                                  | Giappone                                                                | 0 – 2                                                                   | Bulgaria                                                                | Amichevole                                                              | -                                                                             | Cap: M.Hasebe                                                           |
| 4-6-2013                                                                | Saitama                                                                 | Giappone                                                                | 1 – 1                                                                   | Australia                                                               | Qual. Mondiali 2014                                                     | Keisuke Honda                                                                 | Cap: M.Hasebe                                                           |
| 11-6-2013                                                               | Doha                                                                    | Iraq                                                                    | 0 – 1                                                                   | Giappone                                                                | Qual. Mondiali 2014                                                     | Shinji Okazaki                                                                | Cap: Y.Endo                                                             |
| 15-6-2013                                                               | Brasilia                                                                | Brasile                                                                 | 3 – 0                                                                   | Giappone                                                                | Conf. Cup 2013 - Fase a gironi                                          | -                                                                             | Cap:M.Hasebe                                                            |
| 19-6-2013                                                               | Recife                                                                  | Italia                                                                  | 4 – 3                                                                   | Giappone                                                                | Conf. Cup 2013 - Fase a gironi                                          | Keisuke Honda (rig.) Shinji Kagawa Shinji Okazaki                             | Cap:M.Hasebe                                                            |
| 22-6-2013                                                               | Belo Horizonte                                                          | Giappone                                                                | 1 – 2                                                                   | Messico                                                                 | Conf. Cup 2013 - Fase a gironi                                          | Shinji Okazaki                                                                | Cap:Y.Endo                                                              |
| 21-7-2013                                                               | Seul                                                                    | Giappone                                                                | 3 – 3                                                                   | Cina                                                                    | Coppa dell'Asia orientale 2013                                          | Yūzō Kurihara Yōichirō Kakitani Masato Kudō                                   | Cap:Y.Komano                                                            |
| 25-7-2013                                                               | Hwaseong                                                                | Giappone                                                                | 3 – 2                                                                   | Australia                                                               | Coppa dell'Asia orientale 2013                                          | 2 Yūya Ōsako Manabu Saitō                                                     | Cap:H.Takahashi                                                         |
| 28-7-2013                                                               | Seul                                                                    | Corea del Sud                                                           | 1 – 2                                                                   | Giappone                                                                | Coppa dell'Asia orientale 2013                                          | 2 Yōichirō Kakitani                                                           | Cap:Y.Komano                                                            |
| 14-8-2013                                                               | Sendai                                                                  | Giappone                                                                | 2 – 4                                                                   | Uruguay                                                                 | Amichevole                                                              | Keisuke Honda Shinji Kagawa                                                   | Cap: M.Hasebe                                                           |
| 6-9-2013                                                                | Osaka                                                                   | Giappone                                                                | 3 – 0                                                                   | Guatemala                                                               | Amichevole                                                              | Keisuke Honda Masato Kudō Yasuhito Endō                                       | Cap: M.Hasebe                                                           |
| 10-9-2013                                                               | Yokohama                                                                | Giappone                                                                | 3 – 1                                                                   | Ghana                                                                   | Amichevole                                                              | Shinji Kagawa Keisuke Honda Yasuhito Endō                                     | Cap: M.Hasebe                                                           |
| 11-10-2013                                                              | Novi Sad                                                                | Serbia                                                                  | 2 – 0                                                                   | Giappone                                                                | Amichevole                                                              | -                                                                             | Cap: M.Hasebe                                                           |
| 15-10-2013                                                              | Zhodino                                                                 | Bielorussia                                                             | 1 – 0                                                                   | Giappone                                                                | Amichevole                                                              | -                                                                             | Cap: M.Hasebe                                                           |
| 16-11-2013                                                              | Genk                                                                    | Giappone                                                                | 2 – 2                                                                   | Paesi Bassi                                                             | Amichevole                                                              | Yūya Ōsako Keisuke Honda                                                      | Cap: M.Hasebe                                                           |
| 19-11-2013                                                              | Bruxelles                                                               | Belgio                                                                  | 2 – 3                                                                   | Giappone                                                                | Amichevole                                                              | Yōichirō Kakitani Keisuke Honda Shinji Okazaki                                | Cap: M.Hasebe                                                           |
| 5-3-2014                                                                | Tokyo                                                                   | Giappone                                                                | 4 – 2                                                                   | Nuova Zelanda                                                           | Amichevole                                                              | 2 Shinji Okazaki Shinji Kagawa Masato Morishige                               | Cap: Y.Nagatomo                                                         |
| 27-5-2014                                                               | Saitama                                                                 | Giappone                                                                | 1 – 0                                                                   | Cipro                                                                   | Amichevole                                                              | Atsuto Uchida                                                                 | Cap: Y.Endo                                                             |
| 3-6-2014                                                                | Tampa                                                                   | Costa Rica                                                              | 1 – 3                                                                   | Giappone                                                                | Amichevole                                                              | Yasuhito Endō Shinji Kagawa Yōichirō Kakitani                                 | Cap: K.Honda                                                            |
| 7-6-2014                                                                | Tampa                                                                   | Giappone                                                                | 4 – 3                                                                   | Zambia                                                                  | Amichevole                                                              | 2 Keisuke Honda 1 (rig.) Shinji Kagawa Yoshito Ōkubo                          | Cap: Y.Endo                                                             |
| 15-6-2014                                                               | Recife                                                                  | Costa d'Avorio                                                          | 2 – 1                                                                   | Giappone                                                                | Mondiali 2014 - 1º turno                                                | Keisuke Honda                                                                 | Cap: M.Hasebe                                                           |
| 20-6-2014                                                               | Ceara-Mirim                                                             | Giappone                                                                | 0 – 0                                                                   | Grecia                                                                  | Mondiali 2014 - 1º turno                                                | -                                                                             | Cap: M.Hasebe                                                           |
| 24-6-2014                                                               | Cuiabà                                                                  | Giappone                                                                | 1 – 4                                                                   | Colombia                                                                | Mondiali 2014 - 1º turno                                                | Shinji Okazaki                                                                | Cap: M.Hasebe                                                           |
| Totale                                                                  |                                                                         | Presenze                                                                | 57                                                                      |                                                                         | Reti                                                                    | 114                                                                           |                                                                         |

#### Nazionale emiratina
Statistiche aggiornate al 31 gennaio 2019.
| Squadra             | Naz                            | dal             | al              | Record | Record | Record | Record     | Record | Record | Record | Record |
| G                   | V                              | N               | P               | GF     | GS     | DR     | % Vittorie |        |        |        |        |
| ------------------- | ------------------------------ | --------------- | --------------- | ------ | ------ | ------ | ---------- | ------ | ------ | ------ | ------ |
| Emirati Arabi Uniti | Emirati Arabi Uniti (bandiera) | 16 ottobre 2017 | 30 gennaio 2019 | 24     | 8      | 9      | 7          | 17     | 19     | −2     | 33,33  |

### Nazionale emiratina nel dettaglio
| Dic. 2017 - Gen. 2018 | Emirati Arabi Uniti  | Coppa delle Nazioni del Golfo 2017 | 2º                   | 5  | 1 | 4 | 0 | 20,00 | 1  | 0  | +1 |
| Gen. 2019             | Emirati Arabi Uniti  | Coppa d'Asia 2019                  | Semifinale           | 6  | 3 | 2 | 1 | 50,00 | 7  | 8  | -1 |
| Dal 2017 al 2019      | Emirati Arabi Uniti  | Amichevoli                         |                      | 13 | 4 | 3 | 6 | 30,77 | 9  | 11 | -2 |
| Totale Emirati Arabi  | Totale Emirati Arabi | Totale Emirati Arabi               | Totale Emirati Arabi | 24 | 8 | 9 | 7 | 33,33 | 17 | 19 | -2 |

#### Panchine da commissario tecnico della nazionale emiratina
| Cronologia completa delle presenze e delle reti in nazionale ― Emirati Arabi Uniti | Cronologia completa delle presenze e delle reti in nazionale ― Emirati Arabi Uniti | Cronologia completa delle presenze e delle reti in nazionale ― Emirati Arabi Uniti | Cronologia completa delle presenze e delle reti in nazionale ― Emirati Arabi Uniti | Cronologia completa delle presenze e delle reti in nazionale ― Emirati Arabi Uniti | Cronologia completa delle presenze e delle reti in nazionale ― Emirati Arabi Uniti | Cronologia completa delle presenze e delle reti in nazionale ― Emirati Arabi Uniti | Cronologia completa delle presenze e delle reti in nazionale ― Emirati Arabi Uniti |
| Data                                                                               | Città                                                                              | In casa                                                                            | Risultato                                                                          | Ospiti                                                                             | Competizione                                                                       | Reti                                                                               | Note                                                                               |
| ---------------------------------------------------------------------------------- | ---------------------------------------------------------------------------------- | ---------------------------------------------------------------------------------- | ---------------------------------------------------------------------------------- | ---------------------------------------------------------------------------------- | ---------------------------------------------------------------------------------- | ---------------------------------------------------------------------------------- | ---------------------------------------------------------------------------------- |
| 10-11-2017                                                                         | Al-'Ayn                                                                            | Emirati Arabi Uniti                                                                | 0 – 1                                                                              | Haiti                                                                              | Amichevole                                                                         | -                                                                                  |                                                                                    |
| 14-11-2017                                                                         | Abu Dhabi                                                                          | Emirati Arabi Uniti                                                                | 1 – 0                                                                              | Uzbekistan                                                                         | Amichevole                                                                         | Ali Mabkhout                                                                       |                                                                                    |
| 17-12-2017                                                                         | Abu Dhabi                                                                          | Emirati Arabi Uniti                                                                | 1 – 0                                                                              | Iraq                                                                               | Amichevole                                                                         | Ahmed Malallah                                                                     |                                                                                    |
| 22-12-2017                                                                         | Kuwait City                                                                        | Oman                                                                               | 0 – 1                                                                              | Emirati Arabi Uniti                                                                | Coppa delle Nazioni del Golfo 2017 - 1º turno                                      | Ali Mabkhout (rig.)                                                                |                                                                                    |
| 25-12-2017                                                                         | Kuwait City                                                                        | Emirati Arabi Uniti                                                                | 0 – 0                                                                              | Arabia Saudita                                                                     | Coppa delle Nazioni del Golfo 2017 - 1º turno                                      | -                                                                                  |                                                                                    |
| 28-12-2017                                                                         | Kuwait City                                                                        | Kuwait                                                                             | 0 – 0                                                                              | Emirati Arabi Uniti                                                                | Coppa delle Nazioni del Golfo 2017 - 1º turno                                      | -                                                                                  |                                                                                    |
| 2-1-2018                                                                           | Kuwait City                                                                        | Iraq                                                                               | 0 – 0 (2 - 4 dtr)                                                                  | Emirati Arabi Uniti                                                                | Coppa delle Nazioni del Golfo 2017 - Semifinale                                    | -                                                                                  |                                                                                    |
| 5-1-2018                                                                           | Kuwait City                                                                        | Oman                                                                               | 0 – 0 (5 - 4 dtr)                                                                  | Emirati Arabi Uniti                                                                | Coppa delle Nazioni del Golfo 2017 - Finale                                        | -                                                                                  |                                                                                    |
| 22-3-2018                                                                          | Bangkok                                                                            | Slovacchia                                                                         | 2 – 1                                                                              | Emirati Arabi Uniti                                                                | Amichevole                                                                         | Ahmed Khalil                                                                       | Cap: A.Khalil                                                                      |
| 25-3-2018                                                                          | Bangkok                                                                            | Emirati Arabi Uniti                                                                | 0 – 1                                                                              | Gabon                                                                              | Amichevole                                                                         | -                                                                                  | Cap: A.Khalil                                                                      |
| 18-8-2018                                                                          | Grödig                                                                             | Andorra                                                                            | 0 – 0                                                                              | Emirati Arabi Uniti                                                                | Amichevole                                                                         | -                                                                                  | Cap: A.Khalil                                                                      |
| 6-9-2018                                                                           | Girona                                                                             | Trinidad e Tobago                                                                  | 2 – 0                                                                              | Emirati Arabi Uniti                                                                | Amichevole                                                                         | -                                                                                  | Cap: A.Khalil                                                                      |
| 11-9-2018                                                                          | Abu Dhabi                                                                          | Emirati Arabi Uniti                                                                | 3 – 0                                                                              | Laos                                                                               | Amichevole                                                                         | 2 Ali Mabkhout Omar Abdulrahman                                                    |                                                                                    |
| 11-10-2018                                                                         | Cornellà de Llobregat                                                              | Emirati Arabi Uniti                                                                | 1 – 1                                                                              | Honduras                                                                           | Amichevole                                                                         | Omar Abdulrahman                                                                   | Cap: I.Matar                                                                       |
| 16-10-2018                                                                         | Cornellà de Llobregat                                                              | Emirati Arabi Uniti                                                                | 0 – 2                                                                              | Venezuela                                                                          | Amichevole                                                                         | -                                                                                  | Cap: I.Matar                                                                       |
| 16-11-2018                                                                         | Dubai                                                                              | Emirati Arabi Uniti                                                                | 0 – 0                                                                              | Bolivia                                                                            | Amichevole                                                                         | -                                                                                  | Cap: F.Juma                                                                        |
| 20-11-2018                                                                         | Abu Dhabi                                                                          | Emirati Arabi Uniti                                                                | 2 – 0                                                                              | Yemen                                                                              | Amichevole                                                                         | Saif Rashid Ali Salmeen                                                            |                                                                                    |
| 28-12-2018                                                                         | Bruxelles                                                                          | Emirati Arabi Uniti                                                                | 0 – 2                                                                              | Kuwait                                                                             | Amichevole                                                                         | -                                                                                  |                                                                                    |
| 5-1-2019                                                                           | Abu Dhabi                                                                          | Emirati Arabi Uniti                                                                | 1 – 1                                                                              | Bahrein                                                                            | Coppa d'Asia 2019 - 1º turno                                                       | A. Khalil (rig.)                                                                   | Cap: F.Juma                                                                        |
| 10-1-2019                                                                          | Abu Dhabi                                                                          | India                                                                              | 0 – 2                                                                              | Emirati Arabi Uniti                                                                | Coppa d'Asia 2019 - 1º turno                                                       | Khalfan Mubarak Ali Mabkhout                                                       | Cap: I. Al Hammadi                                                                 |
| 14-1-2019                                                                          | Al Ain                                                                             | Emirati Arabi Uniti                                                                | 1 – 1                                                                              | Thailandia                                                                         | Coppa d'Asia 2019 - 1º turno                                                       | Ali Mabkhout                                                                       | Cap: I. Al Hammadi                                                                 |
| 21-1-2019                                                                          | Abu Dhabi                                                                          | Emirati Arabi Uniti                                                                | 3 – 2 dts                                                                          | Kirghizistan                                                                       | Coppa d'Asia 2019 - Ottavi di finale                                               | Khamis Esmaeel Ali Mabkhout A. Kahlil (rig.)                                       | Cap: I.Matar                                                                       |
| 25-1-2019                                                                          | Al Ain                                                                             | Emirati Arabi Uniti                                                                | 1 – 0                                                                              | Australia                                                                          | Coppa d'Asia 2019 - Quarti di finale                                               | Ali Mabkhout                                                                       | Cap: I.Matar                                                                       |
| 29-1-2019                                                                          | Abu Dhabi                                                                          | Qatar                                                                              | 4 – 0                                                                              | Emirati Arabi Uniti                                                                | Coppa d'Asia 2019 - Semifinale                                                     | -                                                                                  | Cap: I. Al Hammadi                                                                 |
| Totale                                                                             |                                                                                    | Presenze                                                                           | 24                                                                                 |                                                                                    | Reti                                                                               | 17                                                                                 |                                                                                    |

## Palmarès

### Allenatore

#### Club
- Campionato Interregionale: 2

Riccione: 1986-1987
Baracca Lugo: 1988-1989
- Campionato italiano: 1

Milan: 1998-1999

#### Nazionale
- Coppa d'Asia: 1

Giappone: Qatar 2011
- Coppa dell'Asia orientale: 1

Giappone: Corea del Sud 2013

#### Individuale
- Panchina d'oro: 2

1996-1997, 1998-1999
- Seminatore d'Oro: 1

1998
- L'allenatore dei sogni: 1

1998
- Trofeo Maestrelli: 1

1998
- Guerin d'oro: 1[28]

1999
- Timone d'Oro: 1

1999
- Oscar del calcio AIC: 1

Migliore allenatore: 1999
- Premio Sportilia: 1

2001
- Panchina d'oro speciale: 1

2011